# Soricomys leonardocoi
Soricomys leonardocoi (Balete, Rickart, Heaney, Alviola, M.V. Duya, M.R.M.Duya, Sosa & Jansa, 2012) è un roditore della famiglia dei Muridi endemico dell'isola di Luzon.

## Descrizione

### Dimensioni
Roditore di piccole dimensioni, con la lunghezza della testa e del corpo tra 98 e 115 mm, la lunghezza della coda tra 82 e 95 mm, la lunghezza del piede tra 21 e 25 mm, la lunghezza delle orecchie tra 13 e 15 mm e un peso fino a 36 g.

### Aspetto
Le parti dorsali sono castano-grigiastre scure, mentre quelle ventrali sono bruno-grigiastre chiare. Le labbra e il naso sono grigi. Le vibrisse sono lunghe e grigio scure con la punta chiara. Le palpebre sono grigio scure e circondate da un anello di corti peli bruno-grigiastri scuri. Le orecchie sono piccole, rotonde e grigio scure, ricoperte di corti peli scuri. Le zampe anteriori sono piccole, con le dita esili munite di lunghi artigli ricurvi e opachi, eccetto il pollice, il quale è corto e fornito di un'unghia appiattita. Il dorso delle zampe anteriori è bruno-grigiastro, mentre il palmo delle mani è più chiaro.I piedi sono lunghi e sottili, con delle dita lunghe ed esili, munite di lunghi artigli opachi. Il dorso delle zampe posteriori è bruno-grigiastro, più scuro sulle dita e ricoperto di peli bruno-grigiastri. La pianta dei piedi è uniformemente bruno-grigiastro scuro. La coda è lunga circa quanto la testa ed il corpo.

## Biologia

### Comportamento
È una specie terricola, attiva tutto il giorno, anche la notte.

### Alimentazione
Si nutre principalmente di lombrichi.

### Riproduzione
Femmine catturate in giugno avevano grandi mammelle ma non erano gravide, mentre maschi catturati in maggio e giugno avevano i testicoli discesi nello scroto.

## Distribuzione e habitat
Questa specie è conosciuta soltanto sui Monti Mingan, nella Sierra Madre centrale, sull'isola di Luzon, nelle Filippine.
Vive nelle foreste muschiose montane tra 1.476 e 1.785 metri di altitudine.

## Conservazione
Questa specie, essendo stata scoperta solo recentemente, non è stata sottoposta ancora a nessun criterio di conservazione.